# Phthoropoea pycnosaris
Phthoropoea pycnosaris är en fjärilsart som beskrevs av Edward Meyrick 1932. Phthoropoea pycnosaris ingår i släktet Phthoropoea och familjen äkta malar. Inga underarter finns listade i Catalogue of Life.